# Honduras zászlaja
Honduras zászlajának kialakítása a Közép-Amerikai Egyesült Tartományok zászlaján alapul. Az öt csillag a Szövetség öt tagjára utal (Costa Rica, Salvador, Guatemala, Honduras és Nicaragua), elhelyezkedésük az államok békés együttműködésének reményét is kifejezi. A zászlón a kék szín az eget és a testvériséget, a fehér a békevágyat és az eszmék tisztaságát szimbolizálja.
Az 1949-es alkotmány előírta, hogy a zászlón található sávoknak és csillagoknak türkiz színűnek kell lenniük, ennek ellenére több mint 70 éven keresztül hagyományos a sötétkék szín volt használatban. 2022. január 27-én, az új elnök Xiomara Castro beiktatása után a színeket türkizre módosították.

## Történelmi zászlók

1839–1866
1866–1949
1949–2022
2022–napjainkig
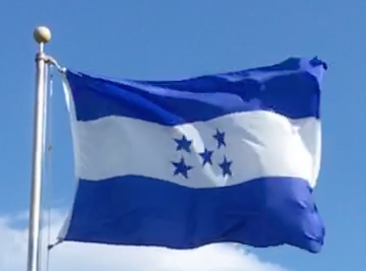
A korábbi hivatalos lobogó